# Endeavour (ruimteveer)

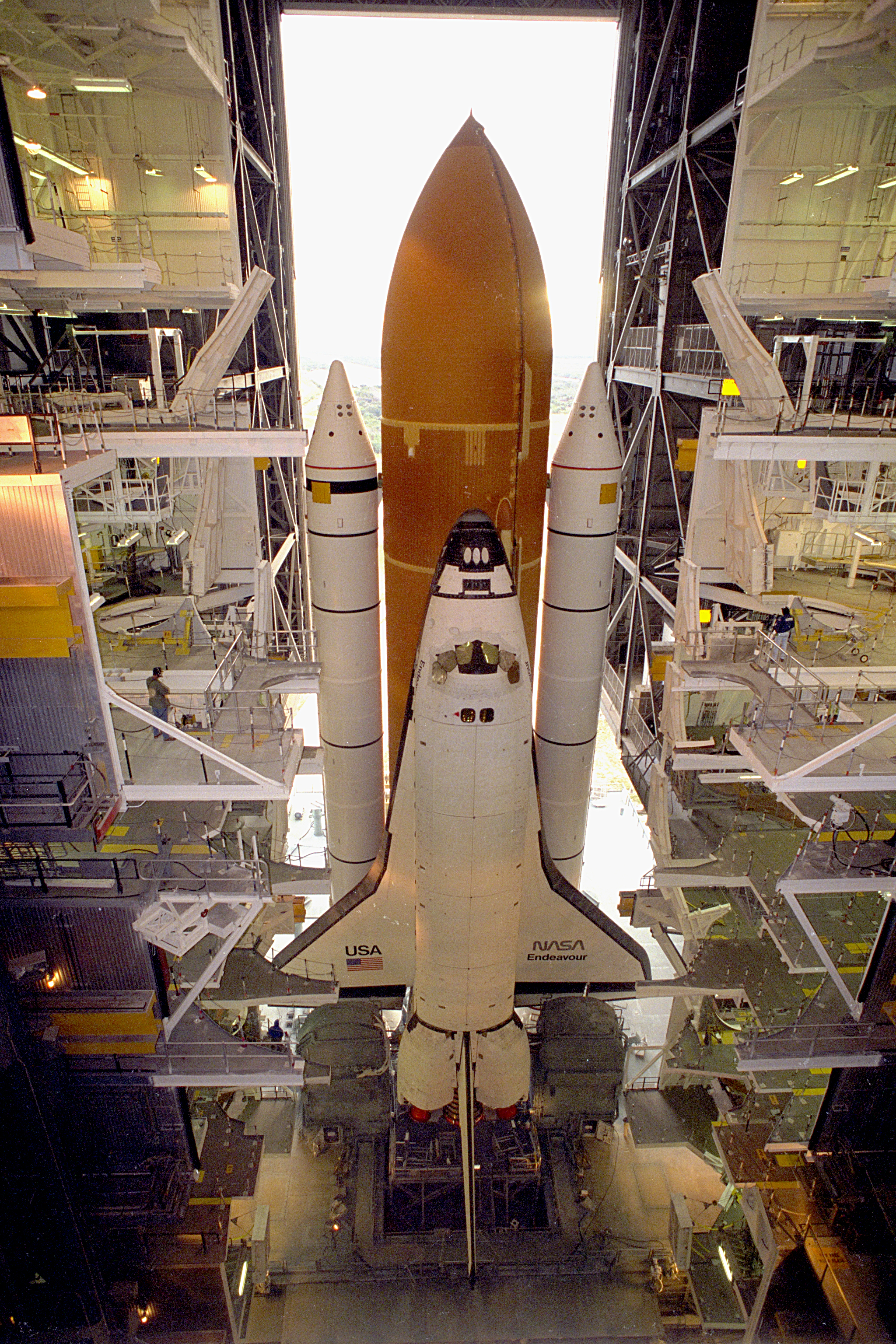
NASA Spaceshuttle Endeavour

De spaceshuttle Endeavour (NASA-aanduiding: OV-105) was een van de vijf "spaceshuttles". Het is de vijfde operationele spaceshuttle die werd gebouwd en een van de drie overgebleven spaceshuttles na het verongelukken van de Challenger en de Columbia.
De Endeavour is genoemd naar het eerste schip van de Britse ontdekkingsreiziger James Cook die in 1768 naar de Grote Oceaan reisde om vandaar de planeet Venus voor de zon langs te zien gaan. Hierdoor kon de afstand tussen de zon en de aarde worden bepaald. Ook heeft deze reis geleid tot de ontdekking van Hawaï. Naar het zusterschip van Cooks Endeavour is de Discovery vernoemd.
De Endeavour werd gebouwd om de Challenger, die in 1986 tijdens missie STS-51-L verongelukte, te vervangen. In eerste instantie werd overwogen om de test-spaceshuttle Enterprise (zonder motoren en hitteschild) om te bouwen, maar dit bleek veel te duur. Ten behoeve van de voorgaande spaceshuttles Discovery en Atlantis had NASA in voorgaande jaren reserveonderdelen laten vervaardigen. Deze vormden uiteindelijk de basis voor de bouw van Endeavour. De bouw van Endeavour kostte uiteindelijk ruim 2,2 miljard dollar.
De eerste vlucht van de Endeavour vond plaats op 7 mei 1992. Sindsdien heeft de Endeavour onder meer tienmaal het ISS en eenmaal Mir bezocht.
De tiende vlucht naar het ISS, voor de missie STS-127, stond oorspronkelijk gepland op 15 mei 2009, maar werd verschoven naar 13 juni 2009. Vanwege een lekkage tijdens het tanken van de externe brandstoftank werd de lancering geannuleerd en verschoven naar 17 juni 2009. Ook bij het tanken voor de tweede poging was er een soortgelijk brandstoflek. De eerstvolgende lanceerpoging kon wegens de positie van ISS in zijn baan om de aarde niet eerder dan 11 juli plaatsvinden. Vanwege het slechte weer kon er op 11 juli geen lancering plaatsvinden, evenals latere pogingen op 12 en 13 juli. De lancering vond plaats op woensdag 15 juli (Nederlandse tijd: 00:03 op 16 juli).

## Missies
Spaceshuttle Endeavour heeft 25 vluchten voltooid, was 296 dagen in de ruimte, voltooide 4.671 rondjes om de aarde, en vloog totaal 197.761.262 km.
| Nr. | Lanceerdatum      | Missie  | Lanceercomplex                | Landingsdatum     | Landingsplaats         |
| --- | ----------------- | ------- | ----------------------------- | ----------------- | ---------------------- |
| 1   | 7 mei 1992        | STS-49  | LC-39B, Kennedy Space Center  | 16 mei 1992       | Edwards Air Force Base |
| 2   | 12 september 1992 | STS-47  | LC-39B, Kennedy Space Center  | 20 september 1992 | Kennedy Space Center   |
| 3   | 13 januari 1993   | STS-54  | LC-39B, Kennedy Space Center  | 19 januari 1993   | Kennedy Space Center   |
| 4   | 21 juni 1993      | STS-57  | LC-39B, Kennedy Space Center  | 1 juli 1993       | Kennedy Space Center   |
| 5   | 2 december 1993   | STS-61  | LC-39B, Kennedy Space Center  | 13 december 1993  | Kennedy Space Center   |
| 6   | 9 april 1994      | STS-59  | LC-39A, Kennedy Space Center  | 20 april 1994     | Edwards Air Force Base |
| 7   | 30 september 1994 | STS-68  | LC-39A, Kennedy Space Center  | 11 oktober 1994   | Edwards Air Force Base |
| 8   | 2 maart 1995      | STS-67  | LC-39A, Kennedy Space Center  | 18 maart 1995     | Edwards Air Force Base |
| 9   | 7 september 1995  | STS-69  | LC-39A, Kennedy Space Center  | 15 september 1995 | Kennedy Space Center   |
| 10  | 11 januari 1996   | STS-72  | LC-39B, Kennedy Space Center  | 20 januari 1996   | Kennedy Space Center   |
| 11  | 19 mei 1996       | STS-77  | LC-39B, Kennedy Space Center  | 29 mei 1996       | Kennedy Space Center   |
| 12  | 22 januari 1998   | STS-89  | LC-39A, Kennedy Space Center  | 31 januari 1998   | Kennedy Space Center   |
| 13  | 4 december 1998   | STS-88  | LC-39A, Kennedy Space Center  | 15 december 1998  | Kennedy Space Center   |
| 14  | 11 februari 2000  | STS-99  | LC-39A, Kennedy Space Center  | 22 februari 2000  | Kennedy Space Center   |
| 15  | 30 november 2000  | STS-97  | LC-39B, Kennedy Space Center  | 11 december 2000  | Kennedy Space Center   |
| 16  | 19 april 2001     | STS-100 | LC-39A, Kennedy Space Center  | 1 mei 2001        | Edwards Air Force Base |
| 17  | 5 december 2001   | STS-108 | LC-39B, Kennedy Space Center, | 17 december 2001  | Kennedy Space Center   |
| 18  | 5 juni 2002       | STS-111 | LC-39A, Kennedy Space Center  | 19 juni 2002      | Edwards Air Force Base |
| 19  | 24 november 2002  | STS-113 | LC-39A, Kennedy Space Center  | 7 december 2002   | Kennedy Space Center   |
| 20  | 8 augustus 2007   | STS-118 | LC-39A, Kennedy Space Center  | 21 augustus 2007  | Kennedy Space Center   |
| 21  | 11 maart 2008     | STS-123 | LC-39A, Kennedy Space Center  | 27 maart 2008     | Kennedy Space Center   |
| 22  | 14 november 2008  | STS-126 | LC-39A, Kennedy Space Center  | 30 november 2008  | Edwards Air Force Base |
| 23  | 15 juli 2009      | STS-127 | LC-39A, Kennedy Space Center  | 31 juli 2009      | Kennedy Space Center   |
| 24  | 8 februari 2010   | STS-130 | LC-39A, Kennedy Space Center  | 21 februari 2010  | Kennedy Space Center   |
| 25  | 16 mei 2011       | STS-134 | LC-39A, Kennedy Space Center  | 1 juni 2011       | Kennedy Space Center   |

## Tentoonstelling
In 2012 werd de Endeavour op de rug van een Shuttle Carrier Aircraft naar Los Angeles International Airport (LAX) gevlogen, door de stad gereden om het ruimteveer vervolgens tentoon te stellen in het California Science Center (CSC). Meer dan tien jaar stond de shuttle in een tijdelijke tentoonstellings hal op zijn wielen terwijl plannen voor een definitieve manier van tentoonstellen werden voorbereid. Op 31 december 2023 kon het publiek de Endeavour voor het laatst in de oude expositiehal bewonderen. Vanaf juni 2023 werd aan stellage in het nieuwe Samuel Oschin Air and Space Center, dat onderdeel van het CSC gaat uitmaken, gebouwd waarin de Endeavour samen met twee vastebrandstofboosters en een externe tank (serienummer ET-94) verticaal zal worden tentoongesteld alsof deze op een lanceerplatform klaarstaat. Begin 2024 werd de externe tank tussen de boosters geplaatst in de nacht van 29 op 30 januari 2024 werd Endeavour die in plastic was gewikkeld verticaal aan de externe tank gekoppeld. Nadat de shuttle zijn plek heeft ingenomen wordt de dakconstructie van het nieuwe gebouw over de shuttle heen gebouwd.

## Fotogalerij

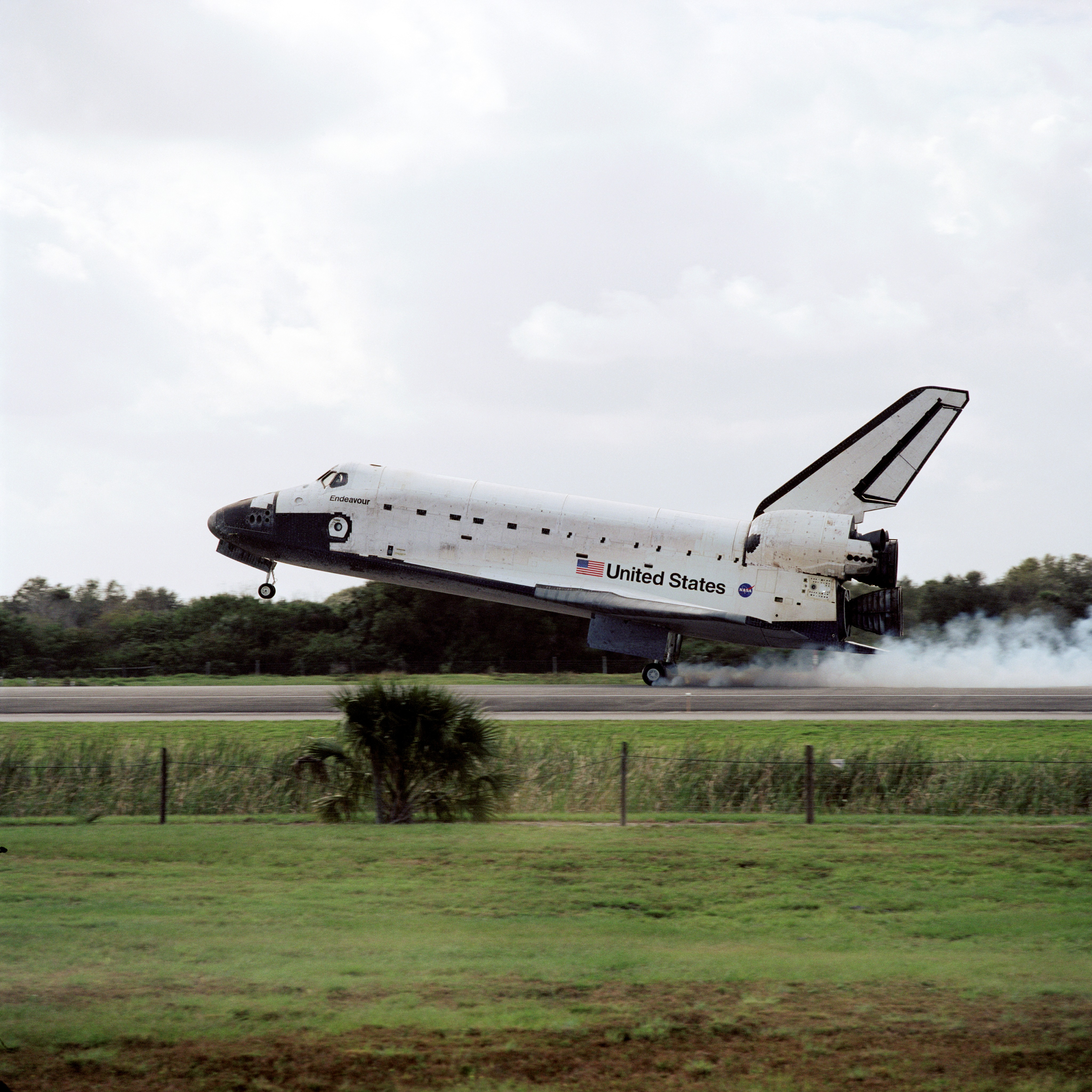
Landing op Kennedy Space Center op 17 december 2001
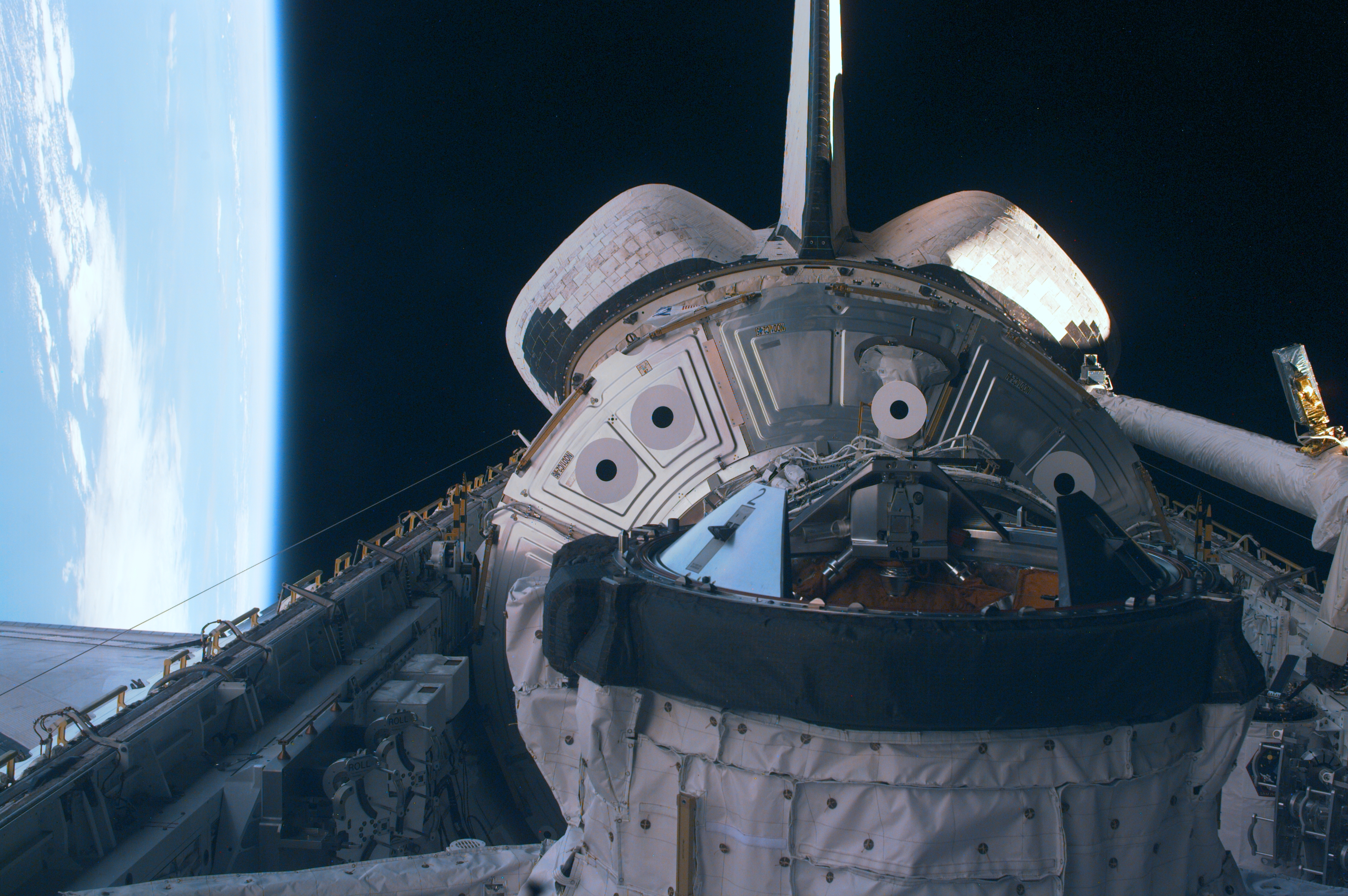
Unityonderdeel van ISS aan boord van Endeavour
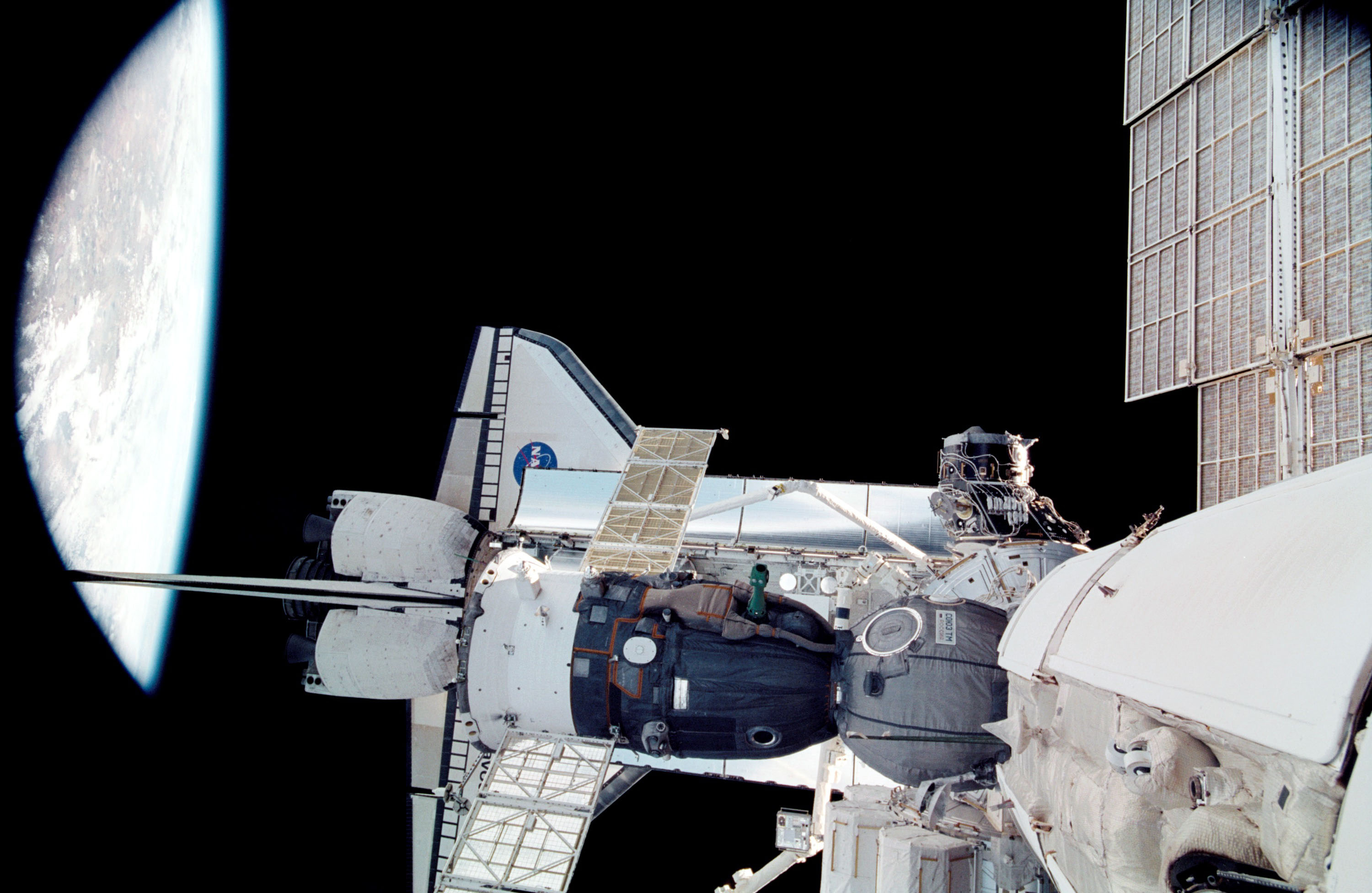
Sojoezcapsule met spaceshuttle Endeavour op achtergrond gezien vanuit ISS
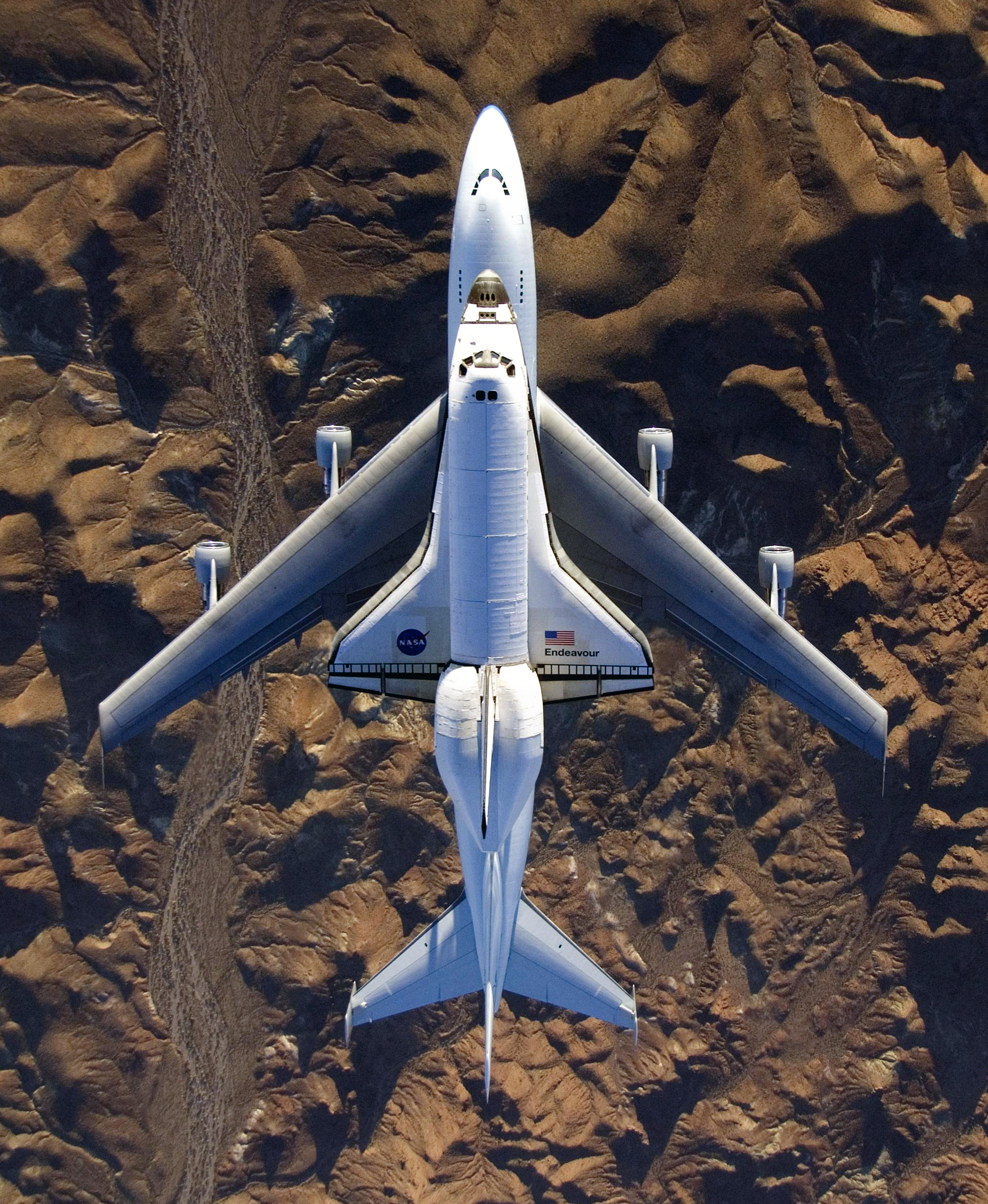
Endeavour na afloop van STS-126 op de rug van een Shuttle Carrier Aircraft boven Mojave